# Лондонский саммит 2025 года по Украине
Лондонский саммит 2025 года по Украине, официальное название -- Лондонский саммит «Обеспечение нашего будущего» (2 марта 2025 года) --  встреча мировых лидеров в Лондоне , созванная премьер-министром Великобритании Кир Стармер для разработки план мирного урегулирования  в отношении российского вторжения на Украину для сведения США.
Саммит состоялся по следам встречи президента Украины Владимира Зеленского в Белом доме в Вашингтоне 28 февраля 2025 года с президентом США Дональдом Трампом и вице-президентом Дж. Д. Вэнсом.

## Цель
Целью встречи было создание «коалиции желающих » Коалиция добровольцев в Европе, которая смогла бы представить план мира для Украины. Заявленная цель инициативы — содействовать попыткам мирных переговоров, начатых и организованных Соединенными Штатами между Украиной и Россией в феврале 2025 года, путем содействия созданию достаточно надежных гарантий безопасности для Украины, которые обеспечили бы долгосрочность потенциально достигнутого прекращения огня или мирного соглашения. Помимо выполнения своей роли по наращиванию потенциальных миротворческих сил, коалиция также выразила готовность увеличить военную поддержку Украины и усилить экономические санкции против России в случае, если текущие переговоры о «всеобъемлющем прекращении огня» или «мирном соглашении» провалятся. По состоянию на 20 марта 2025 года точная форма и функции коалиции были описаны как всё ещё находящиеся в стадии планирования, но перешедшие в «оперативную фазу»

## Участники
На встрече также присутствовали следующие представители:
| Country        | Represented by             | Title                   |
| -------------- | -------------------------- | ----------------------- |
| Канада         | Justin Trudeau             | Prime Minister          |
| Чехия          | Petr Fiala                 | Премьер-министр         |
| Дания          | Mette Frederiksen          | Премьер-министр         |
| Финляндия      | Alexander Stubb            | Президент               |
| Франция        | Emmanuel Macron            | Президент               |
| Германия       | Olaf Scholz                | Канцлер                 |
| Италия         | Giorgia Meloni             | Премьер-министр         |
| Нидерланды     | Dick Schoof                | Премьер-министр         |
| Норвегия       | Jonas Gahr Støre           | Премьер-министр         |
| Польша         | Donald Tusk                | Премьер-министр         |
| Румыния        | Ilie Bolojan               | И.о. президента         |
| Испания        | Pedro Sánchez              | Премьер-министр         |
| Швеция         | Ulf Kristersson            | Премьер-министр         |
| Турция         | Hakan Fidan                | Министр иностранных дел |
| Украина        | Volodymyr Zelenskyy        | Президент               |
| Великобритания | Кир Стармер (председатель) | Премьер-министр         |

На конференции также присутствовали:
| Organisation     | Represented by                     | Title                                                              |
| ---------------- | ---------------------------------- | ------------------------------------------------------------------ |
| Европейский союз | Антониу Кошта Урсула фон дер Ляйен | Председатель Европейского совета Председатель Европейской комиссии |
| НАТО             | Марк Рютте                         | Генеральный секретарь НАТО                                         |

Кроме того, перед началом встречи Стармер поговорил по телефону с президентом Эстонии Аларом Карисом, премьер-министром Латвии Эвикой Силиней и президентом Литвы Гитанасом Науседой . 

## Результаты

### «Четыре пункта»
На пресс-конференции, состоявшейся после лондонского саммита, Стармер обозначил четыре ключевых результата:
1. Приверженность сохранению потока военной помощи Украине при одновременном усилении экономического давления на Россию посредством санкций и других мер
2. Подтверждение того, что любое прочное мирное соглашение должно гарантировать суверенитет и безопасность Украины, при этом Украина должна присутствовать на всех мирных переговорах
3. Обещание усилить оборонительный военный потенциал Украины  для предотвращения возможных будущих вторжений
4. Создание «коалиции добровольцев», состоящей из нескольких стран, готовых защищать условия любого мирного соглашения и гарантировать безопасность Украины в дальнейшем.

### Обязательства
Стармер объявил о выделении 1,6 миллиарда фунтов стерлингов (1,94 billion евро)  для покупки более 5000 ракет ПВО британского производства для Украины. Ракеты будут производиться в Белфасте в Северной Ирландии. Это дополняет ранее объявленный кредит на военную помощь Украине, в размере   2,2 млрд фунтов стерлингов ( 2,42 billion евро ), обеспеченный замороженными российскими активами.
Стармер подчеркнул, что европейские страны должны будут взять на себя основную ответственность за эту инициативу и «проделать тяжелую работу». Он указал, что Соединенное Королевство подкрепит свои обязательства по безопасности «войсками на земле и самолетами в воздухе» относительно возможности прямого военного присутствия Великобритании и ЕС на Украине для проведения операции по принуждению к миру.
Президент Европейской комиссии Урсула фон дер Ляйен подчеркнула «срочную необходимость перевооружения Европы» 2020s European rearmament  для поддержания гарантий безопасности после «длительного периода недофинансирования». Она предположила, что Европейскому союзу, возможно, придется смягчить свои ограничения в отношении государственного долга. 4 марта 2025 года фон дер Ляйен объявила о плане инвестиций ЕС в оборону на сумму 800 миллиардов евро  на Перевооружение Европы.
Генеральный секретарь НАТО Марк Рютте поддержал эту точку зрения, отметив, что встреча показала, что европейские страны «активизировались» в плане обеспечения Украины ресурсами, необходимыми для «продолжения борьбы до тех пор, пока это необходимо».
Сразу после встречи президент Финляндии Стубб заявил, что Норвегия и Финляндия работают над поддержкой разработки мирного плана Великобритании, Франции и Украины